# هنري فان ديك
هنري فان ديك (بالإنجليزية: Henry Van Dyke)‏ (3 أكتوبر 1928، ألغن في الولايات المتحدة - 22 ديسمبر 2011)؛ روائي أمريكي.

## الجوائز
- زمالة غوغنهايم